# گاماکروناویروس
گاماکروناویروس (نام علمی: Gammacoronavirus) نام یک سرده از خانواده کروناویریده است.Gammacoronavirus ( گاما- CoV) یکی از چهار جنس ، آلفا- ، بتا- ، گاما- و Deltacoronavirus است ، در زیرخانواده Orthocoronavirinae از خانواده Coronaviridae . آنها ویروس های RNA تک رشته ای با حساسیت مثبت ، منشأ زونوتیک هستند . کورو ویروس ها هم حیوانات و هم انسان ها را آلوده می کنند. در حالی که آلفا و بتا جنسها از استخر ژن خفاش ناشی می شوند ، گاما و ژن دلتا از استخرهای ژنهای مرغی گرفته می شوند.  گاما- CoV که به عنوان گروه کروناویروس 3 نیز شناخته می شود ، کروناویروسهای پرندگان هستند.